# غوس جونسون (معلق رياضي)
غوس جونسون (بالإنجليزية: Gus Johnson)‏ هو معلق رياضي أمريكي، ولد في 10 أغسطس 1967 في ديترويت في الولايات المتحدة.